# 애덤 킹
애덤 킹(Adam King, 1995년 10월 11일, 에든버러 ~ )는 스코틀랜드의 축구 선수로, 현재 EFL 리그 원의 피터버러 유나이티드에서 뛰고 있다.